# Rinkeby stadsdelsområde

Rinkeby.

Rinkeby var ett stadsdelsområde i Västerort i Stockholms kommun som omfattade stadsdelen med samma namn och hade cirka 16 000 invånare. 67 procent av befolkningen i Rinkeby hade utländsk bakgrund, av dessa var ungefär hälften utländska medborgare. Rinkeby är omtalat redan 1347, och det var en by med flera gårdar. Det moderna Rinkeby byggdes från 1968 och framåt, under det så kallade miljonprogrammet. 
Stadsdelsnämnden startade sin verksamhet den 1 januari 1997 som en av 24 stadsdelsområden.
De speciella förutsättningar som fanns i Rinkeby gjorde att Stockholms kommun tidigare valde att låta stadsdelsområdet endast omfatta en stadsdel. Den 1 januari 2007 lades det samman med Kista stadsdelsområde och bildade Rinkeby-Kista stadsdelsområde.